# Harald Waitzbauer
Harald Waitzbauer (* 19. Dezember 1955 in Wien) ist ein österreichischer Autor und Kunsthistoriker.

## Leben
Harald Waitzbauer lebt seit 1959 in der Stadt Salzburg, studierte an der Universität Salzburg Publizistik und Kunstgeschichte und war von 1982 bis 1985 Mitarbeiter an mehreren Forschungsprojekten. Ab 1986 arbeitete Waitzbauer als freier Journalist, Autor und Historiker. Von 2001 bis 2002 war er Pressereferent in der Österreichischen Präsidentschaftskanzlei in Wien, von 2003 bis 2020 hauptberuflich Mitarbeiter im Salzburger Freilichtmuseum, daneben schreibt er Bücher und Aufsätze zur Salzburger Landesgeschichte.

## Auszeichnungen
- 1985 Drehbuchpreis des Landes Salzburg
- 1987 Literaturpreis der Stadt Salzburg

## Publikationen (Auswahl)
- Durch Istrien. Mit der Istrianischen Staatsbahn durch die k.u.k. Adria-Provinz. Otto Müller Verlag, Salzburg 1989, ISBN 3-7013-0757-1.
- Thomas Bernhard in Salzburg. Alltagsgeschichte einer Provinzstadt 1943–1955. (= Schriftenreihe des Forschungsinstitutes für Politisch-Historische Studien der Dr.-Wilfried-Haslauer-Bibliothek. Band 3). Böhlau Verlag, Wien 1995, ISBN 3-205-98424-2.
- Sirene, Bunker, Splittergraben. Die Bevölkerung im „Totalen Krieg“, in: Erich Marx (Hrsg.): Bomben auf Salzburg. Die „Gauhauptstadt“ im „Totalen Krieg“ (= Schriftenreihe des Archivs der Stadt Salzburg, Nr. 6), Salzburg 1995.
- Festlicher Sommer. Das gesellschaftliche Ambiente der Festspiele von 1920 bis heute. Festreden seit 1964. (= Schriftenreihe des Landespressebüros Salzburg. Nr. 136). Land Salzburg, Salzburg 1997, ISBN 3-85015-153-4.
- Vom Irrenhaus zur Christian-Doppler-Klinik. 100 Jahre Salzburger Landesnervenklinik 1898–1998. Christian-Doppler-Klinik, Müller, Salzburg 1998, ISBN 3-7013-0988-4.
- mit Kurt F. Strasser: Über die Grenzen nach Triest. Wanderungen zwischen Karnischen Alpen und Adriatischem Meer. Schriftenreihe des Forschungsinstitutes für Politisch-Historische Studien der Dr.-Wilfried-Haslauer-Bibliothek – Band 8, Aufsatzsammlung. Böhlau Verlag, Wien 1999, ISBN 3-205-99010-2.
- Im Dienst der Menschlichkeit. Die Tradition der medizinischen Lehre und Forschung in Salzburg. (= Schriftenreihe des Landespressebüros Salzburg. Nr. 166). Land Salzburg, Salzburg 2000, ISBN 3-85015-174-3.
- mit Gerhard Ammerer: Wege zum Bier – 600 Jahre Braukultur. Mit Spaziergängen durch die Stadt Salzburg und Ausflügen in die Umgebung. Stadtarchiv Salzburg, Salzburg 2011, ISBN 978-3-900213-16-9.
- mit Gerhard Ammerer: Wirtshäuser. Eine Kulturgeschichte der Salzburger Gaststätten. Verlag Anton Pustet, Salzburg 2014, ISBN 978-3-7025-0750-3.
- mit Gerhard Ammerer: Das Sternbräu. Die Geschichte eines Salzburger Brau- und Gasthauses. Verlag Anton Pustet, Salzburg 2015, ISBN 978-3-7025-0776-3.
- 525 Jahre Salzburger Stiegl-Bier. Die Brauerei mit Zukunft und Tradition. Christian Brandstätter Verlag, Wien 2017, ISBN 978-3-7106-0124-8.
- mit Gerhard Ammerer: Bacchus in Salzburg. 1000 Jahre Weinkultur. Verlag Anton Pustet, Salzburg 2019, ISBN 978-3-7025-0959-0.
- mit Gerhard Ammerer: Augustiner Bräu Kloster Mülln. Eigenverlag der Augustiner Bräu Kloster Mülln OG, Salzburg 2021, ISBN 978-3-200-07573-3.
- Zeitreisen. Streiflichter auf Kretas bewegte Geschichte. Verlag Dr. Thomas Balistier, Mähringen 2024, ISBN 978-3-937108-46-9.